# From the Manger to the Cross
From the Manger to the Cross er en amerikansk stumfilm fra 1912 af Sidney Olcott.

## Medvirkende
- R. Henderson Bland som Jesus Kristus
- Percy Dyer
- Gene Gauntier som Jomfru Maria
- Alice Hollister som Maria Magdalena
- Robert G. Vignola som Judas